# 友好区
友好区是黑龙江省伊春市下辖的一个市辖区。
2019年，伊春市行政区划大调整，撤销原友好区、上甘岭区，设立新的友好区，以两区原有的管辖区域作为行政区域。

## 行政区划
友好区下辖1个街道办事处、3个镇：
友好街道、上甘岭镇、双子河镇和铁林镇。

## 人口
根據第七次人口普查數據，截至2020年11月1日零時，友好區常住人口為54302人。